# Jeff Roberson
Jeffrey Lynn Roberson Jr (ur. 20 sierpnia 1996 w Houston) – amerykański koszykarz występujący na pozycji niskiego skrzydłowego.
W 2018 wziął udział w spotkaniach przedsezonowych Boston Celtics.
21 sierpnia 2019 dołączył do Trefla Sopot. 3 lutego 2020 opuścił klub.

## Osiągnięcia
Stan na 6 lutego 2020, na podstawie, o ile nie zaznaczono inaczej.
NCAA
- Uczestnik rozgrywek turnieju NCAA (2016, 2017)
- Zaliczony do:
  - I składu SEC First Year Academic Honor Roll (2015)
  - II składu SEC (2018)
  - składu SEC Academic Honor Roll (2017)
- Zawodnik tygodnia SEC (19.02.2018)